# Acido deidrocolico
L'acido deidrocolico è un acido biliare semisintetico che in passato è stato spesso utilizzato in ambito medico per le sue proprietà coleretiche e lassative.

## Caratteristiche chimico-fisiche
La molecola si presenta come una polvere soffice, bianca, inodore, dal caratteristico sapore amaro. Praticamente insolubile in acqua e poco solubile in acetone (1:130). Moderatamente solubile in cloroformio (1:35) e in alcool (1:100): in questi due solventi dà luogo a lieve opalescenza. E' solubile nelle soluzioni di idrossidi e carbonati alcalini, in acido acetico glaciale.

## Farmacodinamica
La molecola ha azione emulsionante i lipidi e possiede attività coleretica (stimola l'ulteriore produzione di bile da parte del fegato). L'acido biliare ha azione stimolante la secrezione pancreatica e comporta l'attivazione della lipasi pancreatica. Comporta inoltre un incremento del volume della bile senza alterare in modo apprezzabile il contenuto totale di sali, pigmenti biliari e di acidi della stessa. Favorisce inoltre il flusso arterioso epatico e la motilità intestinale, diminuendo invece l’escrezione di bilirubina. La molecola, in virtù della sua azione coleretica, possiede una debole attività lassativa che è rinforzata da una stimola della peristalsi intestinale, per azione diretta sulla mucosa del colon.

## Farmacocinetica
Il farmaco, dopo la somministrazione orale, viene ben assorbito dal tratto gastrointestinale. A seguito dell'assorbimento, l’acido deidrocolico viene metabolizzato in gran parte a livello epatico ad acido idrossichetocolico e poi ad acido colico. Sembra che tali metaboliti siano responsabili della secrezione di acqua ed elettroliti nel colon.

## Usi clinici
In passato ha trovato impiego come farmaco in molte affezioni epatiche e delle vie biliari. Attualmente il suo utilizzo è estremamente limitato per la carenza di evidenze di efficacia in specifiche situazioni patologiche.
Ha anche trovato impiego come lassativo, in aggiunta ad altri principi lassativi, per lo più vegetali.

## Dosi terapeutiche
Nel soggetto adulto e per l'indicazione coleretica, la dose usuale è di 250–750 mg tre volte al giorno.

## Controindicazioni
È controindicata in caso di ipersensibilità nota verso il principio attivo oppure uno qualsiasi degli eccipienti della formulazione farmaceutica. È inoltre controindicato in casi di ostruzione biliare meccanica completa, e di grave epatite. Ulteriori controindicazioni: nausea, vomito, dolori addominali, ittero e colelitiasi.

## Effetti collaterali e indesiderati
I principali effetti collaterali sono rappresentati dai disturbi a carico dell'apparato gastrointestinale e segnatamente stomatite, nausea, vomito, flatulenza, senso di pienezza e gonfiore addominale, crampi addominali e diarrea. In corso di trattamento sono anche possibili fenomeni di ipersensibilità: eruzioni cutanee quali esantema maculo-papulare, reazioni orticariodi e prurito.

## Precauzioni d'uso
L’uso prolungato può causare dipendenza.  I soggetti in terapia con acido deidrocolico devono eseguire monitoraggio periodico di urea, creatinina ed elettroliti sierici per evitare una eccessiva perdita di liquidi e di sali. È preferibile evitare l'associazione con farmaci ad azione diuretica.

## Sale sodico
Il deidrocolato di sodio è una polvere cristallina incolora, fina, con sapore amarissimo, facilmente solubile in acqua e difficilmente solubile nell'alcool. La soluzione acquosa è alcalina al tornasole.
Fu proposta un’associazione di acido deidrocolico con esametilentetramina, nella quale all'azione propria dell’acido deidrocolico era associata quella, antisettica sulle vie biliari, dell'esametilentetramina. È usato nelle epatiti, insufficienza epatica, colecistite, angiocoliti.